# Bartow (Floride)
Pour les articles homonymes, voir Bartow.
La ville de Bartow (en anglais [ˈbɑːrtoʊ]) est le siège du comté de Polk, dans l’État de Floride, aux États-Unis. Sa population s’élevait à 17 298 habitants lors du recensement de 2010, estimée à 19 926 habitants en 2018.

## Histoire
Bartow a été incorporée en tant que city le 1er juillet 1882.

## Démographie
| 1880 | 1890  | 1900  | 1910  | 1920  | 1930  |
| ---- | ----- | ----- | ----- | ----- | ----- |
| 386  | 1 386 | 1 983 | 2 662 | 4 101 | 5 269 |

| 1940  | 1950  | 1960   | 1970   | 1980   | 1990   |
| ----- | ----- | ------ | ------ | ------ | ------ |
| 6 158 | 8 694 | 12 849 | 12 891 | 14 780 | 14 716 |

| 2000   | 2010   | - | - | - | - |
| ------ | ------ | - | - | - | - |
| 15 340 | 17 298 | - | - | - | - |

## Transport
Bartow a possédé un tramway à traction hippomobile selon la liste des tramways en Amérique du Nord.
Bartow possède un aéroport, l'aéroport municipal de Bartow.

## Source
- (en) Cet article est partiellement ou en totalité issu de l’article de Wikipédia en anglais intitulé « Bartow, Florida » (voir la liste des auteurs).